# Nicolas IV Muzalon
Nicolas IV Muzalon (en grec : Νικόλαος Δ΄ Μουζάλων) est patriarche de Constantinople de décembre 1147 à mars/avril 1151.

## Biographie
Nicolas Muzalon est archevêque de Chypre jusque vers 1110 avant de se retirer pendant 37 ans dans un monastère. Après la déposition de Cosmas II Atticus et une vacance du siège de dix mois, il est nommé, déjà âgé, patriarche par Manuel Ier Comnène début décembre 1147.
Son élection suscite une opposition dans l’Église qui estime que le fait d’avoir renoncé à son archevêché et de ne plus avoir exercé la prêtrise depuis près de 40 ans le rend inapte à exercer sa fonction. Malgré l’appui de Nicolas, évêque de Méthone, et de Nicéphore Basilakès, un membre influent du clergé de Sainte-Sophie, Nicolas IV Muzalon, mal soutenu par l’empereur, est contraint d’abdiquer en mars/avril 1151.